# Nicole Roth
Nicole Roth (* 8. Mai 1995 in Nürnberg) ist eine deutsche Handballspielerin, die für den Bundesligisten HSG Blomberg-Lippe aufläuft.

## Karriere

### Im Verein
Roth spielte anfangs bei der HSG Pyrbaum/Seligenporten. Anschließend wechselte sie im Jugendalter zum 1. FC Nürnberg Handball 2009. Anschließend schloss sich die Torhüterin dem HC Leipzig an. Mit der A-Jugend gewann sie 2012 die deutsche Meisterschaft. Im Damenbereich errang sie in den Jahren 2014 und 2016 den DHB-Pokal. Zwischen 2015 und 2017 besaß Roth ein Zweitspielrecht für den Zweitligisten SV Union Halle-Neustadt.
Roth schloss sich im Jahr 2017 dem Bundesligisten SG BBM Bietigheim an. Weiterhin wurde sie dort mit einem Zweitspielrecht für den Zweitligisten FSG Waiblingen/Korb ausgestattet. Nachdem Roth in der Saison 2018/19 beim Erstligisten Neckarsulmer Sport-Union unter Vertrag gestanden hatte, wechselte sie zum Ligakonkurrenten TuS Metzingen. Im Sommer 2022 schloss sie sich dem Thüringer HC an. Im Sommer 2024 wechselte sie zu HB Ludwigsburg. Mit Ludwigsburg gewann sie 2025 sowohl die deutsche Meisterschaft als auch den DHB-Pokal. Nach der Insolvenz von HB Ludwigsburg wechselte sie kurz vor Saisonbeginn 2025/26 zur HSG Blomberg-Lippe.

### In Auswahlmannschaften
Roth nahm an der U-17-Handball-Europameisterschaft 2011, an der U-19-Europameisterschaft 2013 und an der U-20-Weltmeisterschaft 2014 teil. Die beste Platzierung war der vierte Platz bei der U-20-Weltmeisterschaft. Am 5. November 2023 gab sie ihr Debüt für die A-Nationalmannschaft gegen Ungarn.